# Seznam biskupů a arcibiskupů sydneyských
- 1838–1877 John Bede Polding, OSB,  (1842 biskup a arcibiskup)
- 1877-1883 Roger Bede Vaughan, OSB
- 1884-1911 Patrick kardinál Moran
- 1911-1940 Michael Kelly
- 1940-1971 Sir Norman kardinál Gilroy
- 1971-1983 Sir James kardinál Freeman
- 1983-2001 Edward kardinál Clancy
- 2001-2014 George kardinál Pell
- od 2014 Anthony Colin Fisher